# Arno Hannus
Arno Viktor Gustaf Hannus, född 10 oktober 1920, död 23 juli 2020 i Esbo, var en finländsk jurist. Han var Finlands inrikesminister 1963–1964 i regeringen Lehto som var en opolitisk ämbetsmannaregering.
Hannus arbetade som kanslichef på inrikesministeriet 1963–1984.